# اچ‌دی‌اف‌سی لایف
اچ‌دی‌اف‌سی لایف (انگلیسی: HDFC Life) شرکت خدمات مالی هندی است، که در سال ۲۰۰۰ تأسیس شد.